# Radyera
Radyera é um género botânico pertencente à família Malvaceae.